# Požeška Gora
Požeška Gora är en bergskedja i Kroatien. Den ligger i den östra delen av landet, 140 km öster om huvudstaden Zagreb.
Požeška Gora sträcker sig 5,6 km i öst-västlig riktning. Den högsta toppen är Maksimov Hrast, 617 meter över havet.
Topografiskt ingår följande toppar i Požeška Gora:
- Kamen
- Maksimov Hrast